# Megan Taylor
Megan Devenish Taylor (Rochdale, 25 ottobre 1920 – Giamaica, 23 luglio 1993) è stata una pattinatrice artistica su ghiaccio britannica, campionessa mondiale e britannica nel singolo donne negli anni 1930.

## Biografia
Nel 1932, a soli undici anni, Megan Taylor partecipò alle Olimpiadi di Lake Placid classificandosi al settimo posto su quindici concorrenti nel concorso individuale femminile, davanti alla connazionale e coetanea Magdalen Cecilia Colledge. Le due pattinatrici britanniche sarebbero state rivali sportive per tutta la loro carriera, alternandosi nelle vittorie ai campionati nazionali: la Taylor fu prima con la Colledge seconda nel 1932, 1933 e 1934, saltò i campionati nel 1935 e 1936 (vinti dalla Colledge), e fu seconda dietro alla rivale nel marzo 1937, dicembre 1937 e nel 1938.
A livello internazionale, le due britanniche rivaleggiarono nei piazzamenti sul podio, ma fino al 1936 si dovettero accontentare di arrivare sempre dietro alla norvegese Sonja Henie, la assoluta dominatrice della specialità. Durante l'era Henie, la Taylor vinse due argenti ai campionati mondiali e un bronzo agli europei.
Dopo il ritiro della Henie dalle competizioni, le due ragazze britanniche si contesero i titoli internazionali. Agli europei, la Colledge fu campionessa per tre edizioni consecutive, dal 1937 al 1939, con la Taylor sempre piazzata sul secondo gradino del podio. Ai mondiali, invece, dopo l'argento del 1937 dietro alla Colledge, la Taylor vinse per due volte il titolo mondiale, nel 1938 e nel 1939.
Terminata la stagione agonistica, nel 1939 Megan Taylor si trasferì negli Stati Uniti e passò al professionismo. Si esibì in spettacoli e riviste sul ghiaccio, tra cui la famosa Ice Capades.

## Palmarès
| Evento                    | 1932 | 1933 | 1934 | 1935 | 1936 | 1937 | 1938 | 1939 |
| ------------------------- | ---- | ---- | ---- | ---- | ---- | ---- | ---- | ---- |
| Giochi olimpici invernali | 7°   |      |      |      |      |      |      |      |
| Campionati mondiali       | 7°   | 4°   | 2°   |      | 2°   | 2°   | 1°   | 1°   |
| Campionati europei        |      |      | 4°   |      | 3°   | 2°   | 2°   | 2°   |
| Campionati britannici     | 1°   | 1°   | 1°   | *    | *    | 2°   | 2°   | 2°   |

*Non ha partecipato